# Shailendra Kumar Upadhyaya

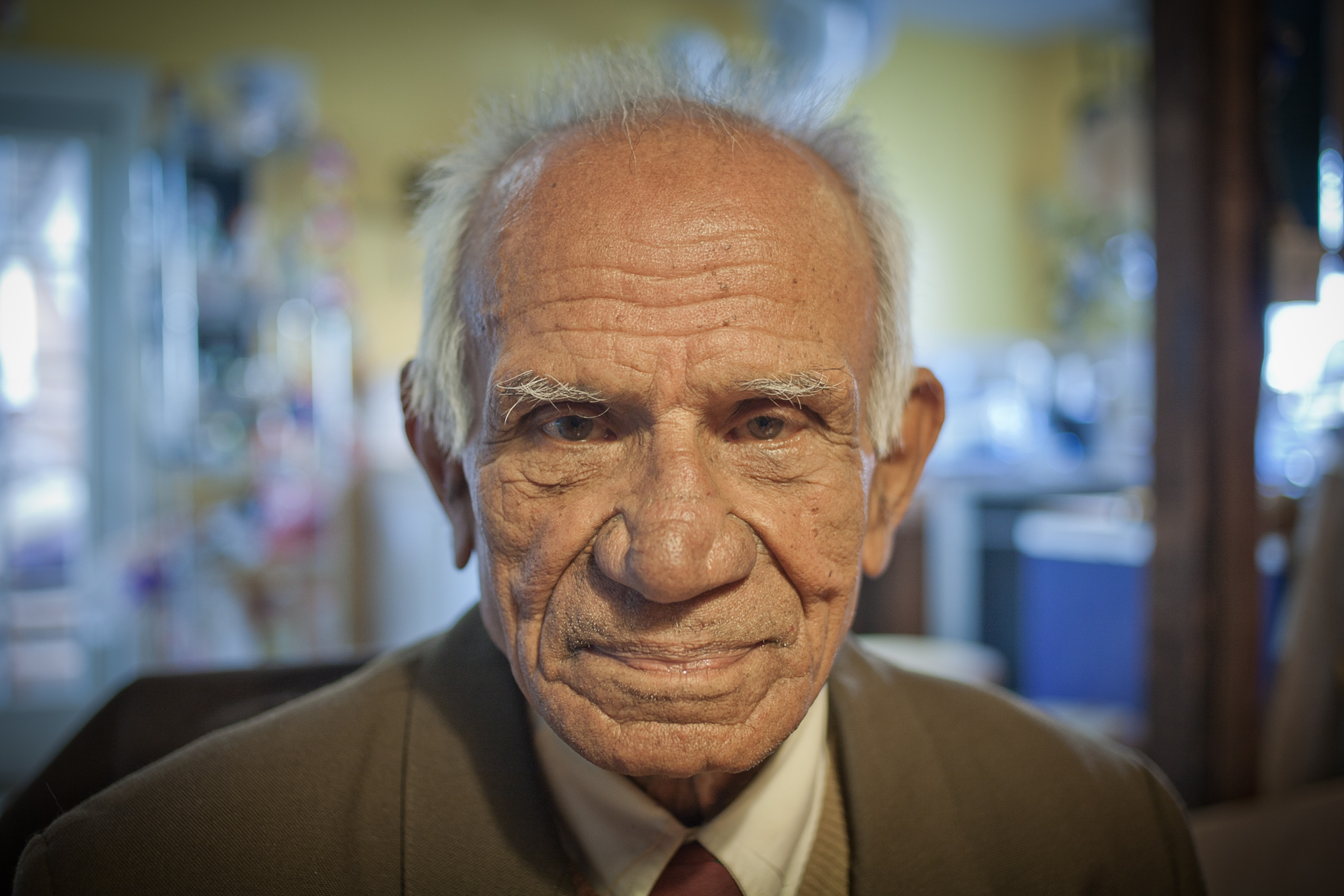
Shailendra Kumar Upadhyaya w 2011

Shailendra Kumar Upadhyaya (ur. 17 kwietnia 1929, zm. 9 maja 2011) – nepalski polityk, minister spraw zagranicznych w latach 1986–1990, wcześniej ambasador Nepalu i członek stałego przedstawicielstwa przy ONZ w latach 1972–1978.
Zmarł na zboczach Mount Everestu próbując zostać najstarszym człowiekiem, który zdobył najwyższy szczyt Ziemi. Przyczyną śmierci była prawdopodobnie choroba wysokościowa. 